# Kígyóbor
Kígyóbor, kígyólikőr vagy néha kígyópálinka (kínaiul: 蛇酒, sö csiu (shé jiǔ); koreaiul: 뱀주 vagy 뱀술, pemdzsu (baemju) vagy pemszul (baemsul); vietnámiul: rượu rắn, vagy rượu thuốc; japánul: ハブ酒, habusu) neveken ismerik az olyan kelet-ázsiai alkoholos italokat, amelyek palackjába kígyót tesznek, így annak bizonyos anyagai az italba oldódnak. Nyugati elnevezései ellenére az ilyen ital nem bor, nem pálinka és általában nem is likőr, hanem jellemzően rizsbor vagy gabonapárlat.
Az ital a kínai Csou-dinasztiából ered, ahol gyógyerejűnek, hajhullást gátló, látást és szexuális teljesítményt javító készítménynek tartották.
Észak-Koreában legtöbbször borszesz[pontosabban?] az alapanyaga, vagy egyéb zöldségből, például burgonyából erjesztett szesz, míg Japánban az avamori-alapú kígyóbor a legnépszerűbb.

## Képgaléria

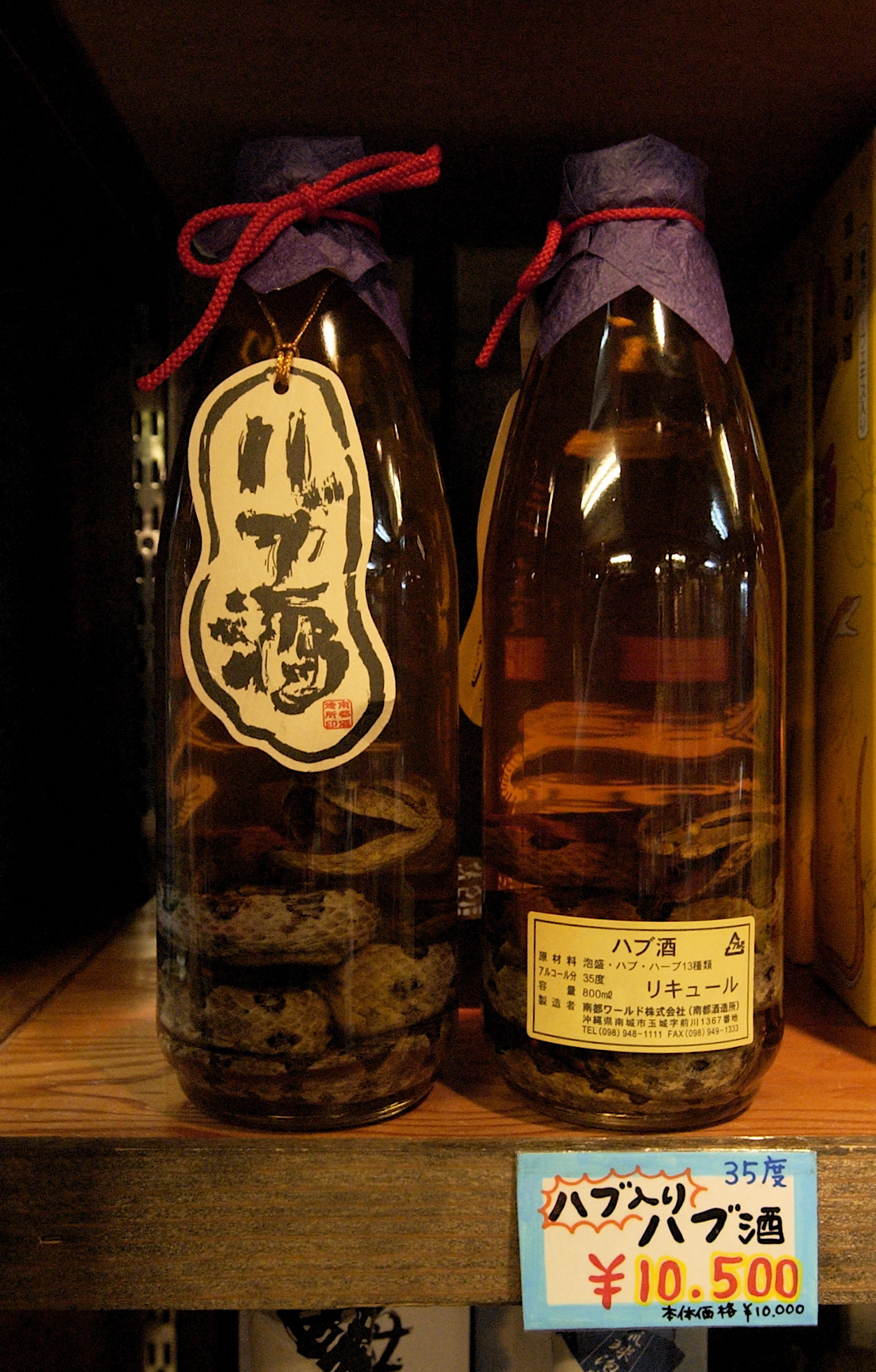
japán kígyóbor
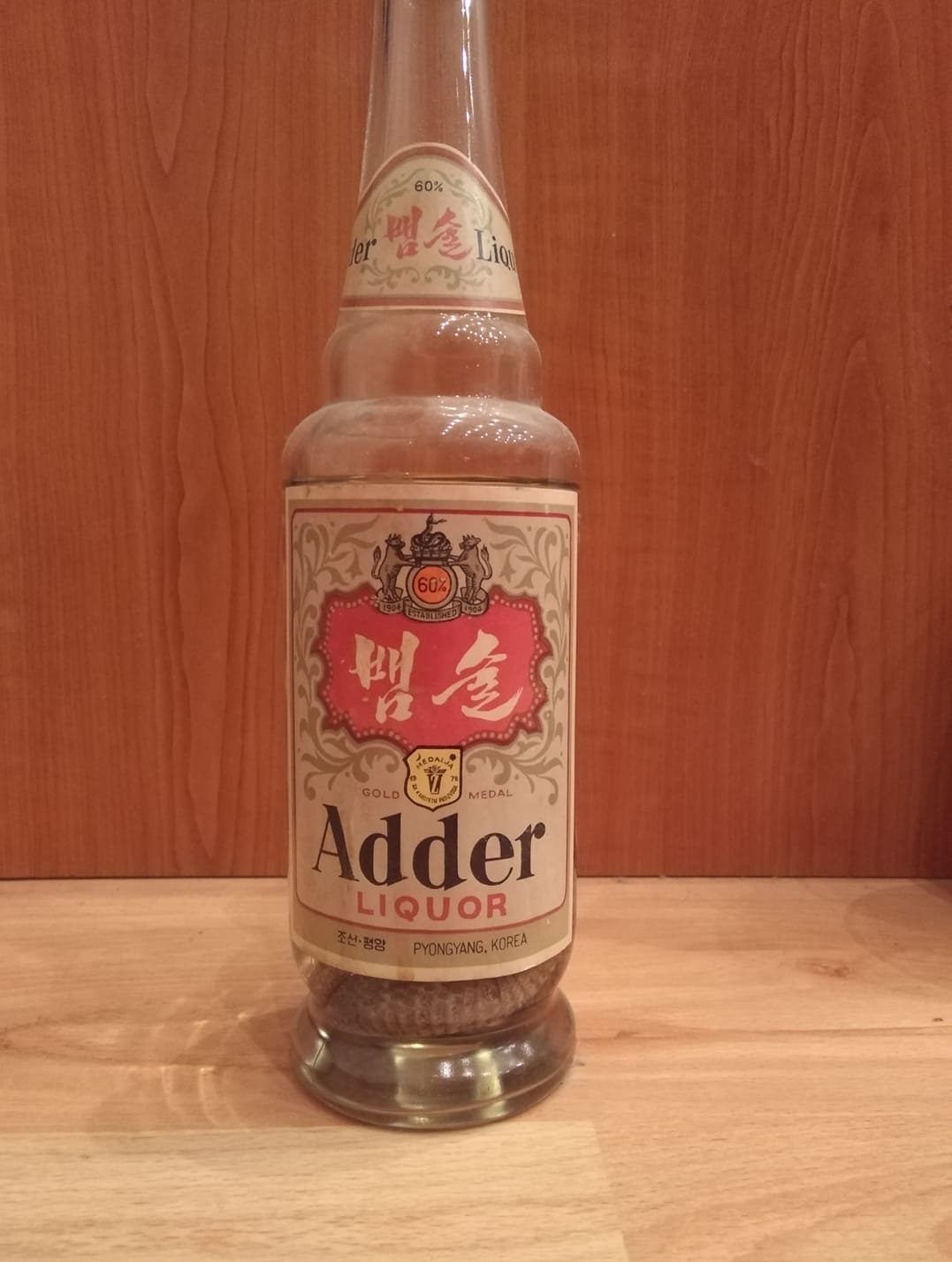
észak-koreai kígyóbor
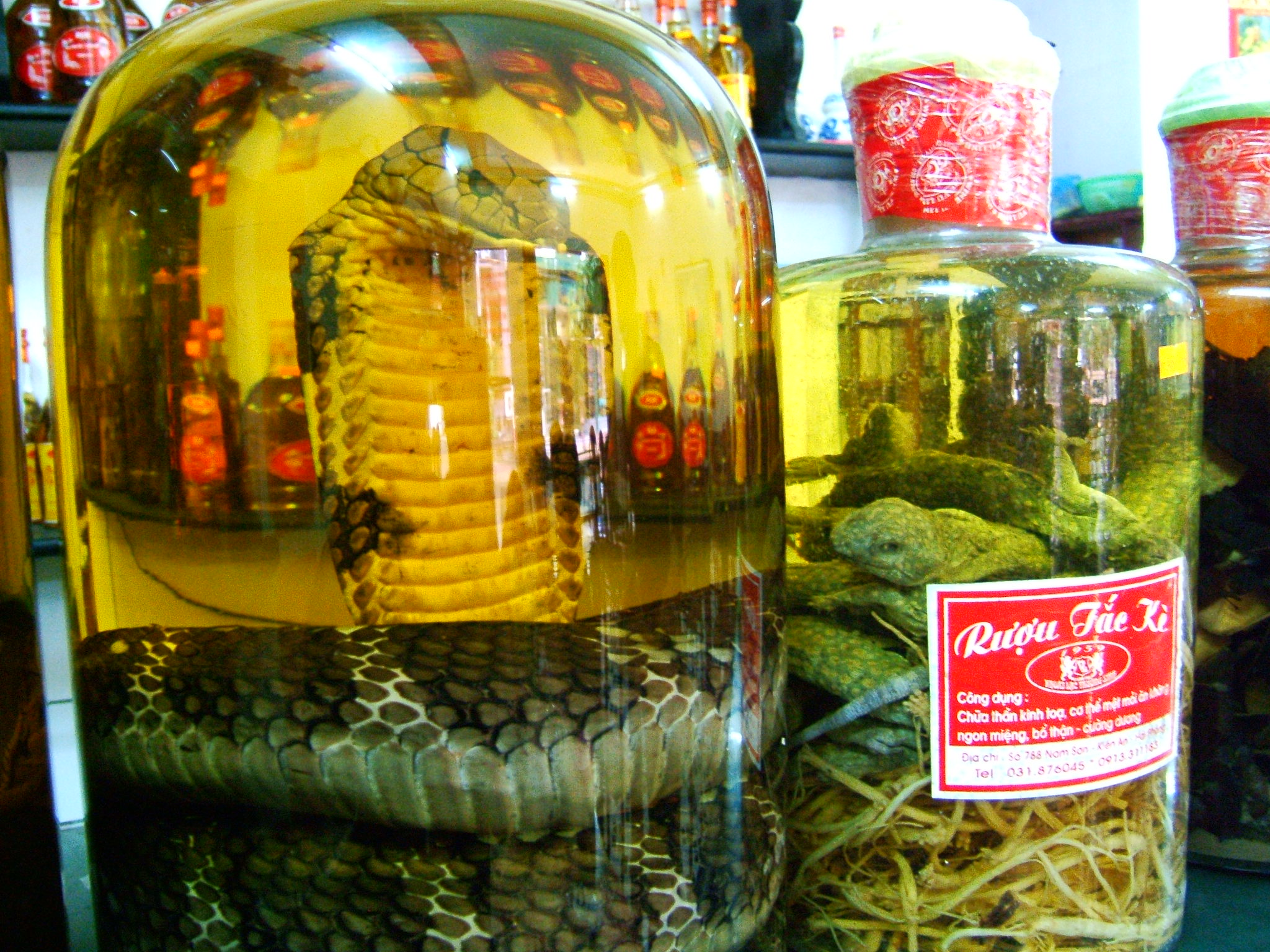
vietnámi kígyóbor
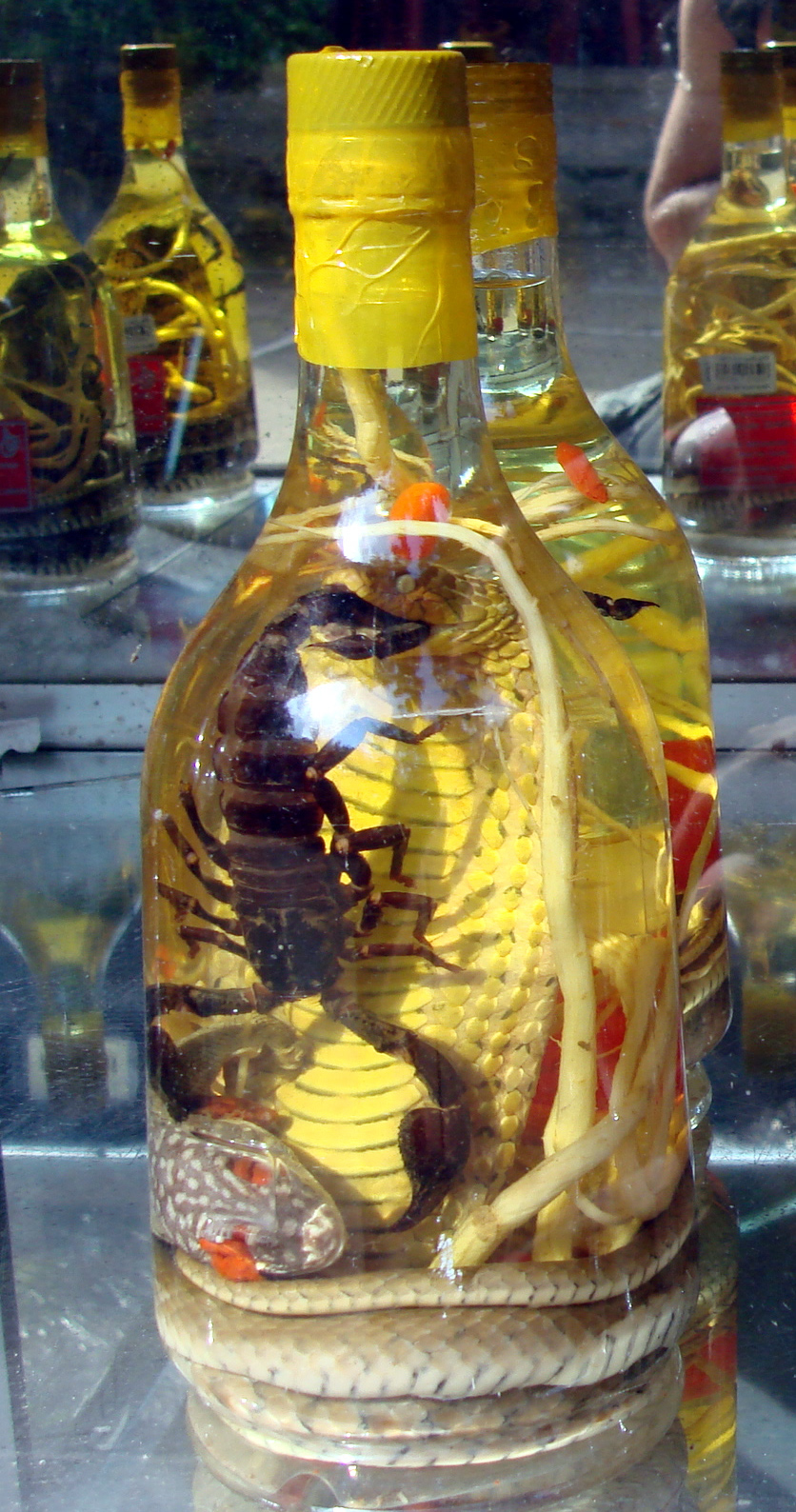
tajvani kígyó és skorpióbor